# Yên Tiền Hoàn công
Yên Tiền Hoàn công (chữ Hán: 燕前桓公; trị vì: 617 TCN-602 TCN), là vị vua thứ 20 của nước Yên - chư hầu nhà Chu trong lịch sử Trung Quốc.
Không rõ tên thật và thân thế của ông, cũng không rõ ông sinh vào năm nào. Sau khi Yên Tương công- vua thứ 19 của nước Yên qua đời (618 TCN), ông lên nối ngôi, tức Yên Hoàn công, nhưng thường được gọi là Tiền Hoàn công đã phân biệt với Yên Hậu Hoàn công, vị vua nước Yên cai trị từ năm 372 TCN đến 362 TCN.
Dưới thời Hoàn công, nước Yên được thăng từ Hầu quốc lên thành Công quốc.
Năm 602 TCN, Yên Tiền Hoàn công mất. Yên Tuyên công lên nối ngôi.